# 石中英 (作家)
石中英（1889年—1980年），字儷玉，號如玉，台南人，商業家族石鼎美出身。為臺南日本時代至戰後著名女詩人，其詩幽雅安麗，其詞尤清整纖美。
早年志在習醫，畢業於臺灣總督府醫學專門學校，曾任助產士。
石中英在詩詞方面頗有造詣，年幼時受家庭教育的影響，熟讀典籍、工於詩詞，曾設漢塾「芸香閣」書房教導學生，並與蔡碧吟等女性詩人共組芸香吟社以切磋學問，稱其讀書處為「韞睿軒」。她在平时也積極參與留青吟社、酉山吟社等各类活動，於《藻香文藝》、《臺灣日日新報》及《詩報》中展現了其詩才。著有《芸香閣儷玉吟草》、《韞睿軒詞草》等文学作品。

## 生平
1889年，石中英出生於臺南地方商業望族——石鼎美家族。自幼家中聘請教師來府授業，學習作詩、飽讀詩書。16歲時，其父親過世，與母親共同持家。35歲時與鹿港詩人陳子敏結婚，婚後隨夫出席詩壇活動，並於詩刊上發表作品，展現詩才，開拓了自身在詩壇的名聲與交際圈。
作為受過教育的女子，對石中英來說，讓更多的女性可以大方受教育是他的希冀。在1925年時，他開設漢塾「芸香閣書房」招收女學生，教授傳統詩詞及儒家經典。後更與、邱碧香等臺南女詩人成立「芸香吟社」。也因為受過教育，不受封建思想束縛，石中英並不羞於讓社會大眾知道自己的婚姻狀況。在1931年，他於《藻香文藝》發表詩作，以〈離緣有感率成四絕〉一詩主動發布離婚訊息。同年，他便至中國漳州任助產士。往後，石中英於1935年喪母，再與呂伯雄結婚，隨夫婿定居於中國福建，協助其抗日工作，其共育有四名子女。
1945年戰後返臺，其夫與蔣渭川等人共組「臺灣政治建設協會」，欲協助國民政府順利治理台灣，後遭遇二二八事件，呂伯雄被通緝而逃亡二十個月。此後，夫妻將重心投入教會事務。1958年呂伯雄與林川傳道師等人奔走成立「台灣基督長老教會古亭教會」。1980年，石中英逝世，呂伯雄以〈悼亡十首〉抒發哀戚之情，並以輓聯「半世相隨同德同心堅信望／一生勞碌為民為國爭自由」為妻子留下一生的註腳。

## 詩作
石中英生於清末，成長於日本時期，中年後旅居大陸，戰後又回到臺灣，並經歷二二八事件等，其橫跨了清末、日治及戰後等三個時代。觀詩作風格，隨即生命歷練，大抵可分為三個時期：四十歲之前多詠物抒懷；後旅寓大陸，則感時諷世、具巾幗風骨；返臺後，關心社會發針砭之音，與歌詠故鄉之作。
1975年，由黃傳心、周定山自其生平諸作中篩選，而後由夫婿呂伯雄加以編校排印出版，《芸香閣儷玉吟草》古典詩詞選集，取曾開設的書塾「芸香閣、表字「儷玉」為書名。此詩集共四卷，卷一為臺灣戰後作品，卷二為旅次大陸時詩草，卷三為臺灣日治時詩草，卷四為詞作《韞睿軒詞草》，卷內依時序以近追遠排序編列。前有于右任、賈景德題詞，陳寶善、丘念台之序文；後附女史少年、青年、壯年、晚年之小影，以及作者之自序及跋文。
石中英寄情於詩，寫作題材包括：表現女子的自我價值，如〈男女智力同〉道出男尊女卑並疾呼男女受教權的平等；〈題步蓮肖影〉以自身的纏足說明封建社會對女性的壓迫；以及刻劃友情、母女情深、夫妻恩愛、寫景、家國大事、描繪政商名流等內容。家國大事的篇章包括感慨台灣淪陷鼓舞抗日革命、返台後脫離殖民的欣喜之情、批判二二八等，而關於政商名流的詩作則可略見呂氏夫婦在當時台灣社會的地位。

### 評價
- 丘念台言其詩作：「不獨無頹喪淪亡之音，而有懷古攘夷之意。」[11]
- 魏清德讚譽其詩：「吐屬不凡，詠物清新，感時憂國情緒，溢於言表，不愧為台灣優秀之女性詩人」。[7]

## 芸香吟社
1930年中秋臺南府城，蔡碧吟、石中英、韓錦雲等女詩人成立「芸香詩社」，主要活動地點在臺南，設事務所於台南市高砂町二丁目。參與者皆為女性，並非只有傳統溫柔婉約的形象，諸多敢於表達自我與爭取權益者，以生命與文學展現婦女運動的理想與熱情。其最著名事件，為參加臺灣文化三百年紀念的全島聯吟大會，作品在《三六九小報》中連續三期刊登。

### 評價
- 《詩報》敘此詩社特色為：「香芸吟社為南國萬綠一紅之閨秀吟社也，社員全部有名女士。」[12]
- 《臺灣民報》評價：「這樣的團體員，概是孔子教徒，墨守深閨的婦女，故這回敢加入團體，雖尚有畏首畏尾之嫌，也可謂很可喜的現象。」[5]